# 田代文久

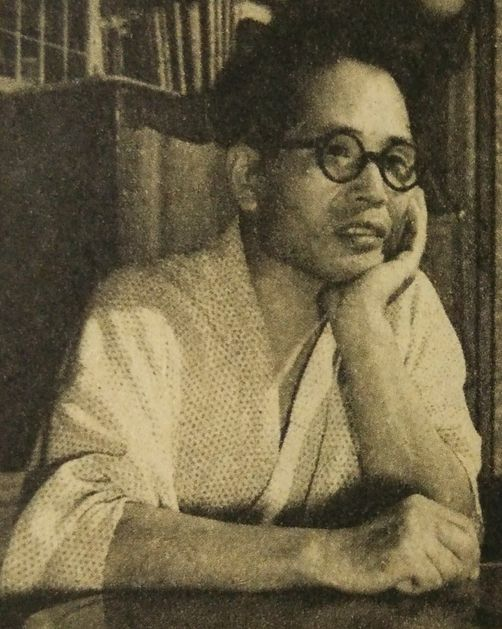
1952年

田代 文久（たしろ ふみひさ／ぶんきゅう、1900年12月5日 - 1996年2月29日）は、日本の政治家。元衆議院議員（日本共産党公認、4期）。囲碁3段。妻は治安維持法犠牲者国家賠償要求同盟福岡県本部顧問のレツ（50年党員、2006年死去）。

## 来歴
福岡県直方市生まれ。旧制東筑中学（のちの福岡県立東筑高等学校）、第五高等学校を経て京都帝国大学経済学部卒業。京都帝大在学中は、淡徳三郎らの主宰する読書会から発展した社会科学研究会に所属し、帝大を卒業した1929年日本共産党に入党。
真岡炭鉱で事務員を務めた後、共産党九州地方委員会議長や党中央委員などを歴任。1949年の総選挙で福岡2区から立候補し初当選を果たす。自身としては国政選挙に3度目の挑戦であった。
その後、党内で所謂「五〇年問題」が発生し田代もこれに巻き込まれたが、1955年7月の六全協を機に復帰。同年の総選挙以降に実施された4度の総選挙に挑むも議席獲得には至らなかった。しかし、1967年の総選挙で当選し、実に約14年振りの国政復帰となった。
1969年、72年の各総選挙でも当選し、通算4期国会議員を務めるが、議員在職中の1972年には共産党所属国会議員としては初の国会委員長である石炭対策特別委員長に選出された。5選を期した1976年の第34回衆議院議員総選挙で落選して以降は、地盤を小沢和秋に譲り政界を引退する。
1996年2月29日、心不全により福岡県遠賀郡岡垣町の病院で死去。95歳。

## 政歴
- 1946年 第22回衆議院議員総選挙 福岡2区 19,771票 落選（32名中19位）
- 1947年 第23回衆議院議員総選挙 福岡2区 18,742票 落選（10名中9位）
- 1949年 第24回衆議院議員総選挙 福岡2区 46,527票 当選（12名中2位）
- 1955年 第27回衆議院議員総選挙 福岡2区 19,817票 落選（7名中7位）
- 1958年 第28回衆議院議員総選挙 福岡2区19,085票 落選（8名中8位）
- 1960年 第29回衆議院議員総選挙 福岡2区36,256票 落選（8名中8位）
- 1963年 第30回衆議院議員総選挙 福岡2区49,334票 落選（9名中6位）
- 1967年 第31回衆議院議員総選挙 福岡2区59,219票 当選（9名中5位）
- 1969年 第32回衆議院議員総選挙 福岡2区68,621票 当選（8名中5位）
- 1972年 第33回衆議院議員総選挙 福岡2区73,308票 当選（7名中3位）
- 1976年 第34回衆議院議員総選挙 福岡2区70,795票 落選（8名中6位）